# Rasíd Mehlúfí
Rasíd Mehlúfí (arabul: رشيد مخلوفي; Szétif, 1936. augusztus 12. – 2024. november 8.) francia-algériai válogatott labdarúgó, edző.

## Pályafutása

### Klubcsapatban
1954 és 1958 között a Saint-Étienneben játszott, mellyel 1957-ben francia bajnoki címet szerzett. 1958-ban az algériai háború idején hazatért Algériába és a Nemzeti Felszabadítási Front csapatában játszott, melyben olyan algériai labdarúgók szerepeltek, akik Franciaországban születtek. Az 1961–62-es szezonban Svájcban, a Servette együttesében szerepelt és az idény végén svájci bajnoki címet szerzett. 1963 és 1968 között ismét a Saint-Étienne játékosa volt és három alkalommal nyerte meg a francia bajnokságot (1964, 1967, 1968). 1968 és 1970 között a korzikai SC Bastia csapatában játszott játékosedzőként. 

### A válogatottban
1956 és 1957 között 4 alkalommal szerepelt a francia válogatottban. 1963 és 1969 között 10 mérkőzésen lépett pályára az algériai válogatottban és 5 gólt szerzett.

### Edzőként
1972 és 1972, illetve 1975 és 1979 között az algériai válogatott szövetségi kapitánya volt. Az az 1982-es világbajnokságon Mahídin Háleffel közösen irányították az együttest.

## Sikerei, díjai

### Játékosként
Saint-Étienne
- Francia bajnok (4): 1956–57, 1963–64, 1966–67, 1967–68
- Francia kupagyőztes (1): 1967–68
- Francia szuperkupagyőztes (2): 1957, 1967

Servette FC
- Svájci bajnok (1): 1961–62